# Suuri Jänkäsalo
Suuri Jänkäsalo är en ö i sjön Saimen och i kommunen Taipalsaari i landskapet Södra Karelen, i den södra delen av Finland, 210 km nordost om huvudstaden Helsingfors. Öns area är 10,54 kvadratkilometer och dess största längd är 6,2 kilometer i öst-västlig riktning.